# Thyestilla coerulea
Thyestilla coerulea är en skalbaggsart som beskrevs av Stefan von Breuning 1943. Thyestilla coerulea ingår i släktet Thyestilla och familjen långhorningar. Inga underarter finns listade i Catalogue of Life.